# Poids de marc
Pour les articles homonymes, voir Poids (homonymie).
Les poids de marc constituent un système d'unités de masse utilisé depuis le milieu du XIVe siècle et sous l'Ancien Régime français. Les poids de marc moyens sont organisés par la pile de Charlemagne, un ensemble de pierres de balance en godets s'empilant l'une dans l'autre d'un poids total de 50 marcs, soit environ 12,25 kilogrammes.

## Histoire
Le terme marc pourrait venir du latin merx (au sens étymologique de « partie, lot ») lui-même issu du grec ancien μέρος (Partie d'un tout) et du verbe μερίζω (partager, diviser, fractionner, s’attribuer une part).
La France sous l’Ancien Régime connaît aussi une grande variété locale d’unités de mesures. Le système de mesure du Roi, qui prévalut, établit de clairs rapports.
Les systèmes de mesure à l’ancienne ont une tradition plurimillénaire. Ils furent donc conçus bien avant l’invention du système arithmétique positionnel décimal. Leur utilisation dans le système décimal actuel – à cause de leurs rapports changeants (fois deux, trois, quatre, etc.) – nécessite de nombreuses conversions. Cet inconvénient majeur et intrinsèque fut la raison principale de leur abolition irrévocable par la Première République française au 1er août 1793.
À cette date les unités anciennes furent remplacées par le système métrique décimal. Celui-ci, aujourd’hui encore, est le système légal de poids et de mesures en France et dans de nombreux autres pays.

## Unités de masse dans le système du roi (de France)
La livre des poids de marc ou livre de Troyes, attestée depuis le début du XIIIe siècle, valut dans tout le royaume à partir de 1266. La livre de Troyes est en principe douze dixièmes de la livre carolingienne. Cette dernière fut instaurée en 793 par Charlemagne.
| Nom d’unité | Ratio (livre)   | Ratio (once)  | Ratio (denier)     | Ratio (prime)         | Équivalence (arrondie) | Équivalence (arrondie) |
| une prime | 1 / 384 / 242   | 1 / 243       | 1 / 242            | 1                     | 2,213 1                | mg                     |
| un grain (de Paris) | 1 / 384 / 24    | 1 / 242       | 1 / 24             | 24                    | 53,114 8               | mg                     |
| un denier | 1 / 384         | 1 / 24        | 1                  | 576                   | 1,274 8                | g                      |
| un gros (ou une grosse) | 1 / 128         | 1 / 8         | 3                  | 1728                  | 3,824 3                | g                      |
| une once (de Paris) | 1 / 16          | 1             | 24                 | 8 × 1728              | 30,594 1               | g                      |
| un demi-quarteron | 1 / 8           | 2             | 24 x 2             | 16 × 1728             | 61,188                 | g                      |
| un quarteron | 1 / 4           | 4             | 24 x 4             | 32 × 1728             | 122,376                | g                      |
| un marc (ou une demi-livre) | 1 / 2           | 8             | 24 × 8             | 64 × 1728             | 244,752 9              | g                      |
| une livre des poids de marc | 1               | 16            | 24 × 16            | 128 × 1728            | 489,505 8              | g                      |
| la pile dite de Charlemagne | 25              | 16 × 25       | 24 × 16 × 25       | 25 × 128 × 1728       | 12,237 6               | kg                     |
| un quintal | 100             | 16 × 100      | 24 × 16 × 100      | 100 × 128 × 1728      | 48,950 6               | kg                     |
| un tonneau | 100 × 20        | 16 × 100 × 20 | 24 × 16 × 100 × 20 | 20 × 100 × 128 × 1728 | 979,011 7              | kg                     |
| La masse d’eau contenue dans un pied cube s’appelle « le talent ». Cette traditionnelle unité, très connue, ne figurait pas explicitement dans les unités françaises anciennes. Néanmoins, il est évident que la livre française correspondait à un soixante-dixième de ce talent français. |                 |               |                    |                       |                        |                        |
| un talent | 70              | 16 × 70       | 24 × 16 × 70       | 70 × 128 × 1728       | 34,265 4               | kg                     |
| Les orfèvres et bijoutiers pesèrent aussi en estelin, maille et felin. Cependant pour l’usage monétaire, les métaux précieux sont mesurés en livre troy ou en once troy (dans le système de troy) légèrement différentes de la livre et l’once de Paris (du système de marc).               |                 |               |                    |                       |                        |                        |
| un estelin | 1 / 128 / 5 × 2 | 1 / 20        | 3 / 5 × 2          | 4 / 10 × 1728         | 1 529,705 6            | mg                     |
| une maille (cf maille, estelin) | 1 / 128 / 5     | 1 / 40        | 3 / 5              | 2 / 10 × 1728         | 764,852 8              | mg                     |
| un Felin | 1 / 128 / 5 / 2 | 1 / 80        | 3 / 5 / 2          | 1 / 10 × 1728         | 382,426 4              | mg                     |

## Réglementation
Vers 1579, un édit de Henri III définit les proportion des livres, marcs, onces, gros, deniers, estelins, oboles, felin et grains.

## Conversion au kilogramme dans le système décimal
La loi du 19 frimaire an VIII (10 décembre 1799) définit que :
- le kilogramme est égal à 18 827,15 grains du « marc moyen de la pile de Charlemagne. » ; Le grain égale donc 1 000 000 ÷ 18 827,15 soit environ 53,114 783 703 322 mg ;

- le kilogramme est par ailleurs le poids d’un décimètre cube d’eau distillée à quatre degrés Celsius, c’est-à-dire au maximum de sa densité.

À l’époque, le savoir qu’un pied-du-roi cube rempli d’eau a la masse d’exactement 70 livres n'est visiblement pas directement mentionné:
- Selon la première partie de la définition, 70 livres françaises devrait être 70 × (9 216/18 827,15) = 34,265 409 kg.
- En se référant à la seconde partie de la définition, la masse d’eau contenue dans un pied-du-roi cube sous conditions rigoureusement identiques (température, pureté de l’eau, etc.) est de 90 000³/27 706³ = 34,277 255 kg soit environ 0,035 % supplémentaire.

Cependant, une légère différence de salinité (par exemple : la différence entre de l’eau déminéralisée et de l’eau potable de très bonne qualité) suffit pour expliquer cette contradiction.

## Marc de La Rochelle dit esterlin
L'esterlin est la monnaie de La Rochelle basé sur le poids du marc de La Rochelle, dit d'Angleterre. La dénomination française esterlin — alias esterlingus — pourrait être en rapport avec la dénomination anglaise sterling. En particulier la présence de l'esterlin en France était due à la présence des Anglais en France.
La masse — à l'époque on parle de poids — d'un marc se décompose en 13 sols et 4 deniers esterlins. En comptant 12 deniers au sol, cela revient à dire qu'un marc de la Rochelle pèse 160 esterlins, à certaines époques.
| Marc                                 | Masse (sols/deniers/oboles)             | Masse (deniers esterlin) |
| ------------------------------------ | --------------------------------------- | ------------------------ |
| Marc de Troyes                       | quatorze sols deux deniers esterlins    | 170                      |
| Marc de Limoges                      | treize sols trois oboles esterlins      | 157,5                    |
| Marc de Tours                        | douze sols onze deniers obole esterlins | 155,5                    |
| marc de la Rochelle dit d'Angleterre | 13 sols 4. deniers esterlins            | 160                      |

L'usage du Marc est expliqué par Jean Boizard:

« Par le marc de la Rochelle qui paise 13 sols 4 deniers esterlins, toutes les Monnayes quelles qu'elles soient s’allouaient pour douze deniers d'argent fin de poix l'un contre l'autre, & huit ensemble doivent faire & paiser ledit marc.
Chacun desdits douze deniers doit paiser vingt quatre grains. Chacun esterlin doit paiser trois oboles tournois, & ainsi généralement doit être marc de tournois selon le marc de la Rochelle a vingt fols tournois. Et ainsi s'ordonnent & haussent toutes les Monnayes du monde selon du plus le moins; qui plus y met d'argent des devant dits douze deniers & le demeurant de métal. »

— Jean Boizard
Ceci signifie qu'à part le Marc de la Rochelle qui pèse 160 deniers esterlins, pour toutes devises, le marc est la masse totale des pièces d'alliages de douze douzièmes d'argent pur.
L'esterlin pèse trois oboles tournois — c'est-à-dire un huitième de sol tournois — le Marc de la Rochelle faisant 20 sols tournois, le Marc de la Rochelle qui fait 160 esterlins peut se compter en Marc tournois. Le système de comptage fonctionnant avec toutes les monnaies du monde, composée plus ou mois de douze douzièmes d'argent et le reste de métal.